# 陳奕 (台灣歌手)
陳奕（英語：Andy Chen，1986年10月16日—），臺灣男歌手及演員。2006年出道，曾組建精靈樂團並擔任主唱，後與歌手沈建宏組成男子團體AK。2013年AK解散，陳奕將工作重心由樂壇轉向戲劇。因在《蘭陵王妃》中飾演蘭陵王一角，為大陸觀眾熟知。2016年憑《失去你的那一天》中孟澤青一角，提名第51屆金鐘獎最佳男配角。

## 簡歷

### 早年經歷
1986年10月16日，陳奕出生於台灣，三歲時被星探發現，拍攝了數百支廣告，成為廣告童星。
2000年，14歲的陳奕前往加拿大留學，期間將自己的近況拍成各式各樣的照片放在網絡上，結果個人相冊「0.6」，創下單週39萬瀏覽人次。
2002年，16歲時被經紀公司紅橘子簽下再度回到演藝圈。

### 演藝經歷
2004年拍攝了首部電視劇《住左邊住右邊》，在劇中飾演陳小奕；同年12月5日出版首部書籍《老闆，來支0.6的筆》，書中首次曝光陳奕的生活。
2006年組建精靈樂團並擔任主唱，6月12日發行專輯《精靈》；同年參演電視劇《我的兒子是老大》，在劇中飾演男主角許小明；7月出版第二本書籍《部落格就醬玩》。
2007年，1月8日出版書籍《打造花美男》；同年參演電視劇《惡女阿楚》，在劇中飾演桂浩然，並演唱該劇主題曲《青梅鐵馬》及片尾曲《需要愛》；主演電視劇《愛情兩好三壞》，在劇中飾演阿克；同年8月10日發行專輯《奕想天開》；12月31日參加2008台北最HIGH新年城跨年晚會。
2009年，3月約滿紅橘子娛樂，正式加入當然娛樂，與歌手沈建宏組成男子團體AK (音樂團體)。同年参演的电影《搏浪》开播；以AK組合形式參加高雄跨年晚会。
2010年4月參演電視劇《死神少女》，在劇中飾演熱血少年小刀；5月發行專輯《WOW！！》，9月15日出版書籍《AK東京線上》；同年獲得香港新城電台勁爆亞洲新人獎、香港YES雜誌「人氣新星」「至愛跳唱組合」獎、香港新城電台勁爆頒獎禮國語力排行榜冠軍；12月31日參加2011桃園、嘉義跨年。
2011年，拍攝電視劇《33故事館之妹妹情人夢》，在劇中飾演髮型設計師弘毅；3月獲得第二屆My Astro流行至尊組合獎、香港新城國語力新人王獎；5月參演郭靖所導演的改編自人氣小說《雲上檸檬香》的懸愛電影《天空之城》，飾演男主角安宇夜，並演唱電影主題曲《說你也愛我》；7月發行EP《李小龍》；8月《李小龍》獲新城國語力跳舞歌曲獎；10月拍攝電視劇《唐朝浪漫英雄》，飾演孤絕傲世的腹黑公子哥舒明朗；12月31日參加「2012綻放精彩」桃園跨年晚會。
2012年，3月獲得第三屆My Astro至尊組合獎、香港新城最佳唱跳組合獎；3月參演胡杏兒、于波主演電視劇《辣媽俏爸》，在劇中飾演老千集團首領黃雀；6月與付辛博、任容萱、劉忻、沈建宏、傅穎、唐振剛共同主演講述友情的電視劇《七個朋友》，在劇中飾演自命不凡的富家公子鄭亞柏；同年出演郎祖筠導演的公視人生劇《當我們同在一起》，在劇中飾演家中長子王少鈞；12月31日參加高雄跨年演唱會。
2013年，1月21日陳奕主演的內地電視劇劇《唐朝浪漫英雄》開播；4月16日發行專輯《Gentleman》；4月獲得第四屆 My Astro「至尊年度專業表現」獎，歌曲《遇見幸福》獲得第四屆 My Astro 至尊流行榜「至尊金曲」獎；6月28日陳奕參演的電視劇《辣媽俏爸》在內地開播；8月，AK在香港新城電台國語力頒獎典禮上，再度拿下「亞洲唱跳組合」、「國語力跳舞歌曲」二個大獎，並在頒獎典禮上宣佈AK解散，今後兩人工作重心由樂壇轉向戲劇；同年9月，在《蘭陵王妃》中飾演中國古代四大美男之一的「蘭陵王」高長恭；12月31日參加「WOW高雄不思議港都跨年夜」跨年演唱會。
2014年，1月25日陳奕主演電視劇《七個朋友》在台灣中視首播；6月拍攝由葉昭儀導演、陳十三編劇的電視劇《通天狄仁傑》在劇中飾演大理寺少卿蔣昊辰；7月擔任花蓮夏戀嘉年華演唱會形象推廣大使；10月28日拍攝電視劇《澀世紀傳說》，在劇中飾演異國混血王子度天涯一角；12月31日參加花蓮太平洋觀光節「2015全嘉藝起來」跨年演唱會。
2015年，2月7日陳奕主演電視劇《澀世紀傳說》殺青；2月14日出戲日本東京粉絲見面會；4月29日出席韓國首爾記者會；5月27日參演電視劇《失去你的那一天》；5月28日出席《七個朋友》首映記者會；6月3日出席電視劇《失去你的那一天》追夢啓程開片說明會；6月9日出席第21屆上海電視節及《澀世紀傳說》發佈會；6月12日出席第21屆上海電視節閉幕式暨白玉蘭獎頒獎典禮；7月19日《失去你的那一天》開播，陳奕在劇中飾演孟澤青一角；7月23日出席《澀世紀傳說》台北記者會，7月28日下午出席《澀世紀傳說》北京發佈會，7月28日晚陳奕主演的電視劇《澀世紀傳說》開播；10月15日拍攝古裝劇《大仙衙門》在劇中飾演冼風華。
2016年，1月被評選為第二屆骨朵網絡劇之星；3月10日陳奕出席電視劇《夏夢狂詩曲》開機發佈會；5月10日拍攝《明星學院》宣傳片；6月17日陳奕主演電視劇《大仙衙門》在騰訊視頻獨家首播；7月1日《夏夢狂詩曲》陳奕殺青；9月8日第51屆金鐘獎公佈入圍名單，陳奕憑借電視劇《失去你的那一天》提名最佳男配角；9月29日陳奕主演古裝電視劇《蘭陵王妃》芒果TV首播；10月8日陳奕出席第51屆金鐘獎頒獎典禮；11月13日《蘭陵王妃》播出，陳奕因蘭陵王一角為中國觀眾熟知，並被譽為「最美蘭陵王」。
2017年，3月13日陳奕參演的電視劇《不一樣的美男子2》在湖南衛視播出，陳奕在劇中飾演林溪源；7月11日，陳奕出席電視劇《噗通噗通我愛你》卡司發佈記者會暨開機發佈會；8月6日《噗通噗通我愛你》在三立電視台首播，陳奕在劇中飾演男主角邢少天；同年参演电视剧《翻墙的记忆》。
2018年，3月3日電視劇《翻墙的记忆》開播，陳奕在劇中與張鈞甯飾演情侶；5月5日電影《蜀山之白眉真人傳》在橫店開機，陳奕在劇中飾演白澤；7月21日電影《蜀山之紫青雙劍》在橫店華夏園攝影棚開機，陳奕在劇中飾演嚴人英；11月出演電影《鬥戰勝佛之決戰六耳獼猴》，在劇中飾演孫悟空，12月5日殺青；12月8日電影《方世玉之人魚潛行》舉行開機儀式，陳奕在劇中飾演方世玉。
2019年，1月10日電視劇《七劍下天山之七情花》在浙江橫店正式開機，陳奕擔綱出演男一號——「天山七劍」之一桂仲明。
2020年，2月入伍服替代役209梯次，分發至新北市政府。于服役期間因配合市府防疫表現優異，獲績優役男表揚。
2022年，轉成為戲劇製作人，首部作品將拍攝取材於牛郎，也將會是台灣首部以牛郎為主題的影集《男公館》。

## 音乐作品

### 個人音樂專輯
- 2006年4月 《陳奕二部曲 精靈》
- 2006年5月12日 《陳奕二部曲 精靈》（擁抱誠意再生版）

CD：
1. 愛神
2. 暗戀我
3. 等待
4. 傻瓜
5. 自戀狂
6. 沒有你的房間
7. My Everything
8. 精
9. That Will Be The Day
10. 誠意的擁抱

- 2007年8月10日 《奕想天開》

CD：
1. 奕想天開(翻唱自韓國團體"SS501"的"Fighter")
2. 需要_愛
3. 請你嫁給我
4. 青梅鐵馬
5. 去年
6. 夢夜
7. 狂風廣場
8. 滾吧
9. 仲夏夜
10. 機車超人

### AK團體音樂專輯
- 2010年5月3日 《WOW!!》

CD：
1. wow
2. 一秒鐘
3. 長頭髮
4. 準備好了沒
5. 腳踏車
6. HELP
7. 愛我嗎
8. 宅急變
9. 戀愛王國
10. 好想再對你說

- 2011年7月18日 《李小龙》（EP）

CD：
1. 李小龙
2. 说你也爱我

DVD：
1. 李小龙
2. 说你也爱我

- 2013年4月4日 《Gentleman》

### 原聲帶
- 2006年2月17日 《自戀首部曲之我的兒子是老大電視原聲帶》
  - 收錄：自戀狂、傻瓜

## 影視作品

### 電視劇
| 拍攝年度 | 首播日期       | 電視台                            | 電視名稱                 | 演出角色                                  | 备注                           |
| -------- | -------------- | --------------------------------- | ------------------------ | ----------------------------------------- | ------------------------------ |
| 2005年   | 2005年9月20日  | 公視                              | 《住左边住右边》         | 陈小奕                                    |                                |
| 2006年   | 2006年3月      | 緯來                              | 《我的儿子是老大》       | 许小明                                    |                                |
| 2007年   | 2007年8月17日  | 华视                              | 《恶女阿楚》             | 桂浩然(鬼娃)                              |                                |
| 2007年   | 2007年10月     | 民视                              | 《愛情兩好三壞》         | 阿克(李克)                                |                                |
| 2009年   | 2009年9月13日  | 公視                              | 《搏浪》                 | 何浩霆                                    |                                |
| 2010年   | 2010年10月9日  | 公视                              | 《死神少女》             | 小刀                                      |                                |
| 2011年   | 2011年3月6日   | 東森超視                          | 《33故事馆之妹妹情人梦》 | 弘毅                                      |                                |
| 2011年   | 2013年1月21日  | 央视八套                          | 《唐朝浪漫英雄》         | 哥舒明朗                                  |                                |
| 2012年   | 2013年6月28日  | 珠江频道                          | 《辣妈俏爸》             | 黄雀                                      |                                |
| 2012年   | 2014年9月7日   | 公視                              | 《当我们同在一起》       | 王少钧                                    |                                |
| 2013年   | 2015年5月30日  | 中视 天娱传媒 希世纪影视 达腾娱乐 | 《七个朋友》             | 郑亚柏                                    |                                |
| 2014年   | 2016年9月29日  | 湖南卫视                          | 《兰陵王妃》             | 高长恭                                    |                                |
| 2015年   | 2015年7月19日  | 中視 中天綜合台                   | 《失去你的那一天》       | 孟泽青                                    | 獲得第51届金钟奖最佳男配角提名 |
| 2015年   | 2015年7月28日  | 爱奇艺                            | 《澀世紀傳說》           | 度天涯/奧古斯塔斯•克里斯塔貝爾•艾伯克隆比 |                                |
| 2015年   | 2016年6月17日  | 腾讯视频                          | 《大仙衙門》             | 冼风华                                    |                                |
| 2016年   | 未播           | 中國大陸                          | 《你的聲音如此美麗》     | 夏承逸                                    |                                |
| 2017年   | 2018年         | 龍華電視                          | 《通天狄仁杰》           | 蔣昊辰                                    |                                |
| 2017年   | 2017年3月13日  | 湖南衛視                          | 《不一樣的美男子2》      | 林溪源                                    |                                |
| 2017年   | 2017年8月6日   | 台視主頻 三立都會台               | 《噗通噗通我愛你》       | 邢少天                                    |                                |
| 2018年   | 2018年1月      | TVBS歡樂台                        | 《翻牆的記憶》           | 淑靜男友                                  |                                |
| 2021年   | 2021年4月12日  | 三立都會台華視                    | 《三隻小豬的逆襲》       | Peter                                     |                                |
| 2022年   | 2022年8月29日  | 三立都會台華視主頻                | 《門當互懟愛上你》       | G                                         |                                |
| 2022年   | 2023年9月17日  | 八大戲劇台華視主頻                | 《有生之年》             | 大志                                      |                                |
| 2023年   | 2023年10月24日 | 中視                              | 《開創者》               | 高興                                      |                                |
| 2024年   | 2025年         |                                   | 《男公館》               |                                           |                                |

### 網路電影
| 首映年度 | 電影名稱                                       | 演出角色                | 备注 |
| -------- | ---------------------------------------------- | ----------------------- | ---- |
| 2018年   | 蜀山之白眉真人傳（播出改名為 蜀山伏魔篇）      | 白澤（播出改名為 白擇） |      |
| 2018年   | 蜀山之紫青雙劍（2020年播出改名為 蜀山2劍魔篇） | 嚴人英                  |      |
| 2018年   | 鬥戰勝佛之決戰六耳獼猴                         | 哥舒晴朗                |      |
| 2018年   | 方世玉之人魚潛行                               | 方世玉                  |      |
| 2018年   | 七劍下天山之七情花                             | 桂仲明                  |      |
| 2024年   | 貓妖奇譚                                       | 柳元直                  |      |
| 2024年   | 斗轉乾坤                                       | 格蘇/筋斗雲             |      |

## 获奖记录
| 年份   | 頒獎典禮     | 獎項             | 影片               | 角色   | 結果 |
| ------ | ------------ | ---------------- | ------------------ | ------ | ---- |
| 2016年 | 第51屆金鐘獎 | 戲劇節目男配角獎 | 《失去你的那一天》 | 孟澤青 | 提名 |